# Ольшова-Пяскі
Ольшова-Пяскі (пол. Olszowa-Piaski) — село в Польщі, у гміні Уязд Томашовського повіту Лодзинського воєводства.
У 1975-1998 роках село належало до Пйотрковського воєводства.